# Erica ixanthera
Erica ixanthera är en ljungväxtart som beskrevs av George Bentham. Erica ixanthera ingår i släktet klockljungssläktet, och familjen ljungväxter. Inga underarter finns listade i Catalogue of Life.